# Belfast (chanson)
 (février 2014).
Si vous disposez d'ouvrages ou d'articles de référence ou si vous connaissez des sites web de qualité traitant du thème abordé ici, merci de compléter l'article en donnant les références utiles à sa vérifiabilité et en les liant à la section « Notes et références ».
Pour les articles homonymes, voir Belfast (homonymie).
Singles de Indochine
Black City Parade
(novembre 2013) Traffic Girl
(19 mai 2014)
Pistes de Black City Parade
Le Messie Traffic Girl
Belfast est une chanson du groupe de musique français Indochine. Elle figure sur leur douzième album studio Black City Parade. La chanson est écrite par Olivier Gérard et par Nicola Sirkis ainsi que Marc Éliard. Ce morceau est à un hommage à l'autrice américaine Sylvia Plath et à son livre Ariel, qui est aussi le nom de son dernier recueil de poèmes.

## Musique
Belfast peut être qualifié d'électro-pop. Nicola déclare que la musique collait vraiment à l'image de Sylvia Plath. 

## Clip
Indochine rend hommage à la tournée Black City Tour avec des images de Nicola et du groupe en train de jouer devant leur public dans plusieurs salles différentes, mais principalement au Zénith de Lille. Entre-coupé par des dessins de ciel avec plusieurs fleurs (pour symboliser : « Assise au bord du ciel » par exemple). À noter que pour les deuxièmes « la, la, la, la, la », on entend le public chanter avec Nicola (comme dans les concerts) alors que dans la version album, Nicola chante tout seul.
Ce clip peut être considéré comme un hommage du groupe pour son public.

## CD Maxi Single
1. Belfast version album
2. Belfast radio edit
3. The shadow mix by oLi dE SaT
4. The Berlin mix by Nicola Sirkis
5. Traffic Girl pop mix by Nicola Sirkis
6. The Berlin instrumental mix by Nicola Sirkis